# Barbella pendula
Barbella pendula là một loài Rêu trong họ Meteoriaceae. Loài này được (Sull.) M. Fleisch. miêu tả khoa học đầu tiên năm 1908.